# Transponder code

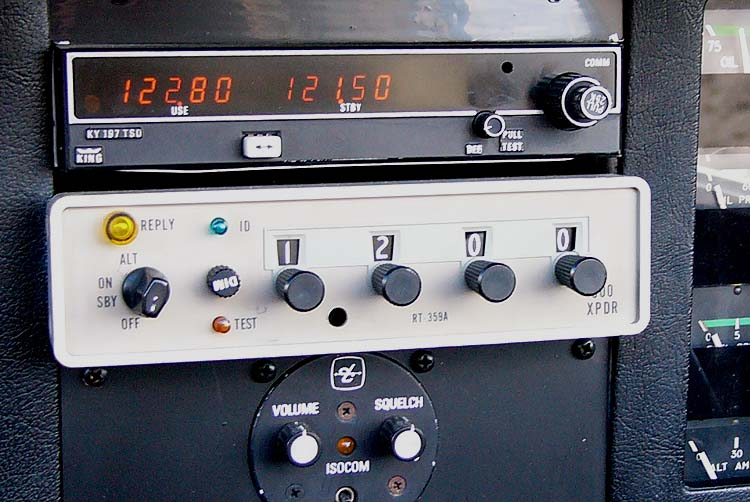
L'apparato transponder a bordo di un aeromobile selezionato sul codice 1200

In aviazione il codice transponder, in inglese transponder code, è un codice numerico che viene selezionato sull'apparato transponder di un aeromobile per facilitare la gestione del volo da parte di un controllore del traffico aereo. In fraseologia aeronautica è chiamato squawk code, mentre in gergo militare è noto anche come codice IFF, sigla di identification friend or foe, in italiano "identificazione amico o nemico".
Il codice transponder selezionato dal pilota appare sullo schermo del radar a terra e aiuta ad abbinare le tracce osservate su di esso ai vari voli, procedura questa che prende il nome di identificazione radar.

## Descrizione e utilizzo
L'apparato riceve sulla frequenza di 1030 MHz gli impulsi di interrogazione da parte del radar di terra, e risponde sulla frequenza di 1090 MHz con un treno di impulsi variabile a seconda del messaggio: sono sempre presenti due impulsi di framing che incorporano gli impulsi relativi ai 12 bit (212 = 4096 combinazioni) del codice inserito nel transponder, e può essere presente o meno l'impulso di IDENT.
A seconda del modello dell'apparato, il codice si compone di due oppure quattro cifre e i numeri selezionabili sono in Base 8 (da 0 a 7), consentendo nel primo caso la selezione potenziale di soli 64 codici e nel secondo caso di 4096 codici. Il codice, una volta selezionato sull'apparato di bordo, viene inviato ad un radar secondario. Il codice, quindi, appare sullo schermo radar ubicato presso una postazione a terra e visualizzato in corrispondenza della traccia luminosa dell'aeromobile. Tale abbinamento consente all'operatore, che ha istruito il pilota a selezionare tale codice, di avere certezza circa l'identità della traccia elettronica.
Ad un aeromobile il cui apparato consente la selezione di sole due cifre per un totale massimo di 64 codici potenziali, non potrà essere assegnato un codice a quattro cifre, anche se sullo schermo di un sistema radar abile a processare 4096 codici apparirà comunque sotto forma di numero a quattro cifre con le ultime due uguali a doppio zero (00): ad esempio il codice assegnato 42 apparirà sullo schermo radar come 4200.
Viceversa, quando un aeromobile il cui apparato a bordo consente la selezione di 4 cifre per un totale di 4096 codici viene gestito da un radar secondario di sorveglianza capace di sole 2 cifre, dovrà selezionare sul trasponder comunque quattro cifre, le cui ultime due  saranno doppio zero: ad esempio, se l'ente radar assegna il codice 54, il pilota selezionerà sul trasponder a bordo il codice 5400.
La modalità d'uso del transponder è determinata dalla posizione del selettore di funzionamento, che in genere ha le seguenti posizioni:
- OFF: apparato spento;
- Standby (SBY): l'apparato è acceso ma ignora le interrogazioni del radar. Mentre si inserisce il codice numerico, il selettore dovrebbe essere portato in questa posizione;
- ON: l'apparato risponde alle interrogazioni in "Modo Alpha" trasmettendo il codice inserito. Le altre richieste sono ignorate;
- ALT: l'apparato risponde sia alle interrogazioni in "Modo Alpha" (codice), che a quelle in "Modo Charlie", trasmettendo l'altitudine espressa come Livello di volo in centinaia di piedi, derivata da un sensore barometrico o un altimetro dotato di encoder.
- TEST: prova della spia luminosa che indica che il transponder è in trasmissione.

Il radar di terra interroga in modo Alpha o Charlie spaziando diversamente gli impulsi di interrogazione, alternando le richieste in modo da presentare sugli schermi degli operatori sia le informazioni sull'identità che sulla quota.
Il transponder è dotato inoltre del bottone IDENT (vedi sotto).
Negli apparati più moderni, il modo S e l'ADS-B consentono una comunicazione selettiva e contenente un maggior numero di informazioni, tra cui le coordinate GPS, le marche di registrazione dell'aeromobile, rotta, velocità, provenienza, destinazione (se inserite) e altro ancora, costituendo una vera e propria rete in data-link che permette di ottenere sempre informazioni precise in tempo reale su tutti i traffici che utilizzano queste tecnologie.

## Codici particolari
I codici vengono normalmente selezionati a seguito di specifica istruzione di un ente del controllo del traffico aereo, tuttavia esistono particolari codici transponder che possono essere selezionati autonomamente dal pilota per evidenziare particolari situazioni in volo:
- 7000 - Codice transponder che identifica i voli VFR;
- 7500 - Codice transponder selezionato in caso di atti illegali a bordo come ad esempio dirottamento aereo[6] o bomba a bordo;
- 7600 - Codice transponder che identifica l'avaria radio, cioè un aeromobile con un guasto all'apparato radio e quindi impossibilitato a comunicare;
- 7700 - Codice transponder selezionato in caso di emergenza generica a bordo;
- 2000 - Codice transponder selezionato da aeromobile non istruito a selezionare alcun codice proveniente, ad esempio, da spazio aereo non controllato;[3]
- 0000 - Codice riservato, sulla base di accordi internazionali, per scopi generali.

## Segnale SPI/IDENT
Unitamente ai codici numerici il sistema consente di poter inviare un segnale aggiuntivo che, quando attivato sull'apparecchiatura a bordo dell'aeromobile, ne facilita l'identificazione evidenziandone la relativa traccia sullo schermo radar. Questo segnale, tecnicamente chiamato SPI (special position identification pulse), in fraseologia prende il nome di IDENT.

## Riserva di codici
Per evitare che a due aeromobili controllati in spazi aerei limitrofi vengano assegnati gli stessi codici, ad ogni ente del controllo del traffico aereo viene riservata una serie di codici da utilizzare per le proprie esigenze. A enti diversi possono essere dedicati pacchetti di codici uguali solo se sono ubicati a notevole distanza tra di loro. L'abbinamento tra serie di codici ed enti è anche frutto di accordi internazionali tra stati limitrofi ed è consultabile nelle pubblicazioni informazioni aeronautiche (AIP).
Le varie regolamentazioni nazionali possono inoltre riservare determinati codici per particolari attività di volo. Tali peculiari procedure sono consultabili nei vari AIP.